# Arachis microsperma
Arachis microsperma är en ärtväxtart som beskrevs av Antonio Krapovickas och Al. Arachis microsperma ingår i släktet jordnötter, och familjen ärtväxter. Inga underarter finns listade i Catalogue of Life.